# Malandro
Malandro es un término multívoco.

## Significado
En Brasil, malandro es un (simplemente malandrería) trastorno con estilo de vida bohemio, fiestero, entregado a los placeres. El malandro es un arquetipo que ha sido inmortalizado por el músico Chico Buarque.
En Venezuela, Colombia, Ecuador, y México, malandreo o malandro es sinónimo de delincuente. Generalmente se asocia con lo que el sociólogo y sacerdote Alejandro Moreno ha denominado delincuente violento de origen popular. El malandro es una persona que desde niño presenta síntomas de antisocialidad. Rechaza total y abiertamente los valores comúnmente aceptados. A diferencia del parasocial, que pese a rechazar los valores y estructuras sociales dominantes no pretende agredirlos, el malandro -o antisocial- quiere destruir los valores y estructuras de la sociedad, generalmente porque antepone a ellos su ansia de poder y de "respeto", palabra esta última que dentro de los códigos restringidos de la delincuencia tiene significados como subordinación incondicional o terror.
El rango de acción de un malandro suele ser su comunidad, a la cual somete a través del escarmiento y el uso de armas de fuego, las cuales adquieren con dinero proveniente de la comisión de hechos punibles. No obstante, muchos operan más allá de sus comunidades, delinquiendo en las urbes o en sus periferias. El malandro ejerce la profesión delictiva de forma independiente u organizada. Sus actividades comprenden el tráfico de drogas, la comisión de delitos como hurto, robo y secuestro -así como las peleas por las zonas para cometer estos delitos-, la industria del sicariato -también llamado asesinato por encargo- y el homicidio de enemigos o ciudadanos insubordinados. 
En las cárceles venezolanas el malandro hace vida delictiva. En algunos casos, malandros con cierto poder dentro de las cárceles han traído bajo engaño a defensoras públicas o abogadas para violarlas repetidamente dentro de los internados judiciales. Por lo general, se ve envuelto en conflictos de todo tipo: desde peleas personales, frecuentemente resueltas con puñales o chuzos, hasta riñas colectivas por el control de los pabellones o de todo el centro pentintenciario de que se trate. En estas peleas, unos pocos malandros, jefes de las bandas existentes, luchan por alcanzar el estatus de "pran". 
El "pran" es una suerte de mandamás que tiene un ejército de malandros a su disposición y controla los negocios existentes en las cárceles, percibiendo así los beneficios económicos de dichas actividades: cobro de vacuna -un monto diario que otros reclusos deben pagar para no ser asesinados-, la venta de cigarrillos detallados, la venta de drogas -las cuales son de obligatorio consumo para otros reclusos so pena de muerte, el tráfico de drogas y armas, la prostitución, el control del acceso de otros reclusos a la comida y otros servicios como el uso de baños. Igualmente, se hacen con los ingresos provenientes de actividades delictivas ejecutadas fuera de las cárceles, tales como extorsión, secuestros u homicidios.